# Нони I (Вибо Валенција)
Нони I је насеље у Италији у округу Вибо Валенција, региону Калабрија.
Према процени из 2011. у насељу је живело 52 становника. Насеље се налази на надморској висини од 418 м.